# Exile on Main St.
Exile on Main St. este al zecelea album de studio britanic și al 12-lea american lansat de The Rolling Stones. Lansat sub formă de dublu LP în mai 1972, albumul are un sound mai complex decât precedentele discuri ale formației conținând elemente de rock & roll, blues, country, soul și calypso. Inițial Exile on Main St a fost primit cu rezervare din partea criticilor însă de atunci a fost caracterizat aproape universal ca fiind o capodoperă. În 2003, albumul a fost clasat pe locul 7 în Lista celor mai bune 500 de albume ale tuturor timpurilor stabilită de revista Rolling Stone, fiind cel mai bine clasat album al grupului din această listă.
O versiune remasterizată a albumului a fost lansată în Europa pe 17 mai 2010 și în Statele Unite pe 18 mai 2010 conținând zece piese noi printre care "Plundered My Soul", "Dancing in the Light", "Following the River" și "Pass the Wine" precum și versiuni alternative ale cântecelor "Soul Surviver" și "Loving Cup".

## Tracklist

### Disc 1
1. "Rocks Off" (4:31)
2. "Rip This Joint" (2:22)
3. "Shake Your Hips" (Slim Harpo) (2:59)
4. "Casino Boogie" (3:33)
5. "Tumbling Dice" (3:45)
6. "Sweet Virginia" (4:27)
7. "Torn and Frayed" (4:17)
8. "Sweet Black Angel" (2:54)
9. "Loving Cup" (4:25)

### Disc 2
1. "Happy" (3:04)
2. "Turd on the Run" (2:36)
3. "Ventilator Blues" (Jagger/Richards/Mick Taylor) (3:24)
4. "I Just Want to See His Face" (2:52)
5. "Let It Loose" (5:16)
6. "All Down the Line" (3:49)
7. "Stop Breaking Down" (Robert Johnson) (4:34)
8. "Shine a Light" (4:14)
9. "Soul Survivor" (3:49)

- Toate cântecele au fost scrise și compuse de Mick Jagger și Keith Richards cu excepția celor notate.

## Single-uri
- "Tumbling Dice"/"Sweet Black Angel" (1972)
- "Happy"/"All Down the Line" (1972)

## Componență
- Mick Jagger - solist vocal, voce de fundal, muzicuță, chitară, percuție, tamburină, maracas
- Keith Richards - chitară, chitară bas, voce de fundal, solist vocal pe "Happy"
- Mick Taylor - chitară, chitară bas și voce de fundal
- Charlie Watts - baterie, percuție
- Bill Wyman - chitară bas și contrabas

cu
- Nicky Hopkins, Ian Stewart - pian
- Bobby Keys - saxofon și percuție
- Jim Price - trompetă, trombon și orgă
- Billy Preston - pian și orgă
- Jimmy Miller - baterie, percuție și maracas
- Bill Plummer - contrabas
- Clydie King, Vanetta Fields, Shirley Goodman, Tami Lynn, Joe Green, Jerry Kirkland, Kathi McDonald - voce de fundal
- Dr. John - voce de fundal și pian
- Richard Washington - marimbafon
- Al Perkins